# Масановская улица
Масановская улица (укр. Масанівськв вулиця) — улица в Новозаводском районе города Чернигова, исторически сложившаяся местность (район) Масаны. Пролегает от тупика, что западнее ж/д линии Чернигов—Горностаевка, до улицы Трудовая. 
Примыкают улицы Подводника Китицына, Апрельская, переулок Масановский, улица Земнухова.

## История
Современные улицы Ивана Молявки, Масановская и Трудовая села Масаны были обозначены на карте М-36-15-А 1929 года.
Улица Котовского — в честь российского революционера Григория Ивановича Котовского — переименована, когда село Масаны в декабре 1973 года вошло в состав города Чернигова, поскольку в Чернигове уже была улица с данным названием. В апреле 1974 году улица получила название улица Ярослава Галана — в честь советского писателя Ярослава Александровича Галана.
12 февраля 2016 года улица получила современное название — в честь исторически сложившаяся местности и бывшего села Масаны, где улица расположена, согласно Распоряжению городского главы В. А. Атрошенко Черниговского городского совета № 46-р «Про переименование улиц и переулков города» («Про перейменування вулиць та провулків міста»). До 1960 года Украинская улица называлась Масановской.

## Застройка
Улица тянется в западном направлении с небольшим уклоном на север. Парная и непарная стороны улицы заняты усадебной застройкой. Парная (южная) и непарная (северная) стороны конца улицы разделены долиной безымянного ручья, впадающего в реку Белоус. 
Учреждения:
1. дом № 44 А — Церковь Рождества Богородицы